# Quadrant House
La Quadrant House è un edificio storico della città di Durban in Sudafrica. 

## Storia
L'edificio venne eretto nel 1929 su commissione di H. Live e secondo il progetto dell'architetto Ritchie McKinlay.

## Descrizione
Il palazzo sorge lungo il Victoria Embankment nel centro di Durban. Occupa un lotto con la forma di un quarto di cerchio, dal quale prende il nome. L'edificio è considerato una delle epitomi del cosiddetto stile Berea, generato dalla rielaborazione degli elementi dell'architettura coloniale spagnola tipica della costa occidentale del Nord America.